# Senna tuhovalyana
Senna tuhovalyana là một loài thực vật có hoa trong họ Đậu. Loài này được (Ake Assi) Lock miêu tả khoa học đầu tiên.